# Idir
Idir, nombre artístico del cantautor Hamid Cheriet (Beni Yenni, 25 de octubre de 1945 - París, 2 de mayo de 2020), fue un cantante argelino, considerado uno de los máximos exponentes de la música folk amazig.

## Biografía
Hijo de un pastor, nació en Ait Lahcène, en Cabilia, al este de Argelia.  Estudió geología pero su carrera acabó derivando en la música. En 1973 visitó por casualidad Radio Alger para hacer una sustitución y su canción en bereber V vava Inouva sonó y empezó a hacerse famosa.
En 1975 terminó sus estudios y el servicio militar en Argelia y se instaló en París para grabar su primer álbum publicado al año siguiente, en 1976  con "A vava Inouva" que tituló el disco grabado con la discográfica Pathé Marconi.
Dejó su carrera musical durante una década y regresó a prinicios de los años 90. En 1999 presentó su nuevo disco "Identités" reivindicando el diálogo y la fraternidad entre los pueblo en el que colaboraron Khalida Toumi, Karen Matheson, Manu Chao, Geoffrey Oryema, Brahim Izri, Thierry  Titi Robin, la Orquesta Nacional de Barbès, Dan Ar Braz, Maxime Le Forestier, Zebda y Gnawa Diffusion, entre otros. 
En 2002 publicó "Deux Rives" (dos orillas) con la colaboración especial de Jean-Jacques Goldman, en 2007 año de elecciones presidenciales en Francia donde el debate sobre inmigración e identidad estuvo especialmente presente presentó el disco "La France des couleurs" (La Francia de los colores). Una década después presentó  "Ici et ailleurs" (aquí y allá) adaptaciones de grandes éxitos de la canción francesa en lengua bereber, grabadas en dúo con artistas como Charles Aznavour, Bernard Lavilliers o Francis Cabrel, entre otros.
Las relaciones con el régimen argelino no fueron fáciles a causa de su reivindicación identitaria amazig. A principios de los años setenta apoyó los inicios de la carrera musical del controvertido cantante ateo también cabil Lounès Matoub, asesinado en 1998 durante la llamada guerra civil en Argelia. En enero de 2018, volvió a actuar en Argelia después de casi cuarenta años sin haber regresado a su país natal por obstáculos del régimen de Argel. 
Murió en París el 2 de mayo de 2020.

## Discografía
- A Vava Inouva (1976)
- Ay Arrac Nagh (1979)
- Le Petit village (1986)
- Les Chasseurs de lumière (1993)
- Identités (1999)
- Deux rives un rêve ( que incluye una versión en lengua bereber de la canción de Georges Brassens Les trompettes de la renommée (traducción libre: los clarines de la fama) (2002)
- Entre Scène et Terre (CD+DVD)
- La France des couleurs (CD+DVD) (2007)
- Adrar inu (Ma montagne) (2013)
- Ici et ailleurs (Sony Music, Francia / Izem Pro, Argelia) (2017)

| No  | Título de la pista (álbum Ici et Ailleurs)           | Duración |
| --- | ---------------------------------------------------- | -------- |
| 1.  | La corrida (en dúo con Francis Cabrel)               | 5:33     |
| 2.  | Les larmes de leurs pères (en dúo con Patrick Bruel) | 5:25     |
| 3.  | On The Road Again (en dúo con Bernard Lavilliers)    | 3:10     |
| 4.  | La bohème (en dúo con Charles Aznavour)              | 5:09     |
| 5.  | Né quelque part (en dúo con Maxime Le Forestier)     | 3:54     |
| 6.  | L'hymne de nos campagnes (en dúo con Tryo)           | 3:04     |
| 7.  | Les matins d'hiver (en duo avec Gérard Lenorman)     | 3:43     |
| 8.  | Jardin d'hiver (en dúo con Henri Salvador)           | 2:52     |
| 9.  | Avancer (en dúo con Grand Corps Malade)              | 3:55     |
| 10. | Lettre à ma fille (en dúo con Tanina)                | 4:08     |
| 11. | Imettawen n imezwura (Les larmes de leurs pères)     | 5:25     |
| 12. | La bohème (versión cabileña)                         | 4:13     |
| 13. | Takurida (La corrida)                                |          |